# Klintedammen
Klintedammen är en sjö i Vetlanda kommun i Småland och ingår i Emåns huvudavrinningsområde. Sjön är 14,8 meter djup, har en yta på 0,318 kvadratkilometer och är belägen 191,2 meter över havet. Sjön avvattnas av vattendraget Emån.

## Delavrinningsområde
Klintedammen ingår i det delavrinningsområde (637544-145821) som SMHI kallar för Utloppet av Klintedammen. Medelhöjden är 209 meter över havet och ytan är 2,89 kvadratkilometer. Räknas de 47 delavrinningsområdena uppströms in blir den ackumulerade arean 643,35 kvadratkilometer. Delavrinningsområdets utflöde Emån mynnar i havet. Delavrinningsområdet består mestadels av skog (77 procent). Avrinningsområdet har 0,32 kvadratkilometer vattenytor vilket ger det en sjöprocent på 11 procent.